# سليمان بن حيان
أبو خالد الأحمر سليمان بن حيان الأزدي الكوفي محدث وأمام حافظ، (114هـ /ت 189هـ وقيل 190هـ)، ولد بجرجان، وعاش بالكوفة، روى عنه أحمد بن حنبل، ومحمد بن إسماعيل البخاري.

## روى عنه
أحمد بن حنبل ومحمد بن عبد الله بن نمير وأبو بكر بن أبي شيبة وإسحاق بن راهويه وأبو كريب وأبو سعيد الأشج ويوسف بن موسى وهناد بن السري والحسن بن حماد سجادة والحسن بن حماد الضبي والحسن بن حماد المرادي وغيرهم .. 

## روى عن
سليمان التيمي وحميد الطويل وهشام بن عروة وليث بن أبي سليم وأبي مالك الأشجعي وإسماعيل بن أبي خالد وغيرهم.

## قيل فيه
- قال أبو أحمد بن عدي الجرجاني: صدوق ليس بحجة إنما أتى من سوء حفظه فيغلط ويخطئ.
- قال أبو بكر البزار: اتفق أهل العلم بالنقل أنه لم يكن حافظًا وأنه روى عن الأعمش وغيره أحاديث لم يتابع عليها.
- قال أحمد بن شعيب النسائي: ليس به بأس.
- قال أحمد بن صالح الجيلي: ثقة ثبت.
- قال ابن حجر العسقلاني: صدوق يخطئ.
- قال الذهبي: صدوق إمام.
- قال علي بن المديني: ثقة.
- قال محمد بن سعد كاتب الواقدي: ثقة كثير الحديث.
- قال محمد بن يزيد الرفاعي: ثقة أمين.
- قال وكيع بن الجراح: لا يسأل عنه.
- قال يحيى بن معين: ليس به بأس، ومن رواية معاوية بن صالح قال: ثقة وليس يثبت، ومن رواية عباس الدوري قال: صدوق ليس بحجة، وفي رواية ابن محرز غنه قال: ليس به بأس، ثقة ثقة.
- قال العجلي: ثقة يؤاجر نفسه من التجار.[4]
- قال أبو حاتم الرازي: صدوق ووثقه جماعة.[4]
- قال ابن معين: صدوق وليس بحجة وتابعه على هذا ابن عدي . [5][6]

وقالوا مصنفوا تحرير تقريب التهذيب:صدوق حسن الحديث في أقل أحواله، وهو قريب من الثقة
وقيل: كان موصوفا بالخير والدين وله هفوة وهي خروجه مع إبراهيم بن عبد الله بن حسن وحديثه محتج به في سائر الأصول.

## انظر ايضًا
- الحديث النبوي
- أهل الحديث